# Padrone della vita, padrone della morte
Padrone della vita, padrone della morte (Master of Life and Death) è un romanzo di fantascienza dello scrittore Robert Silverberg pubblicato nel 1957; tratta il tema della sovrappopolazione e delle drastiche misure decise dal Governo mondiale per combatterla.

## Storia editoriale
L'opera è stata pubblicata per la prima volta negli Stati Uniti nel 1957 abbinata al romanzo I visitatori occulti (The Secret Visitors) di James White, ripubblicata nel 1968, questa volta singolarmente.
L'opera, anche se mostra tutta l'ingenuità di un'opera giovanile, è considerata uno dei primi romanzi di rilievo dell'autore statunitense.

## Trama
(Robert Silverberg, Padrone della vita, padrone della morte)
La Terra del XXIII secolo, con i suoi sette miliardi di abitanti, è tragicamente sovrappopolata. Il Governo mondiale, rappresentato dall'ONU, ha affidato da poco al Centro che dirige il Piano per il controllo della popolazione, popolarmente chiamato "Poppy", il compito di gestire la situazione con ogni mezzo. I progetti in corso sono la ridistribuzione coatta degli abitanti delle zone maggiormente popolate a quelle con una minore densità abitativa, l'eutanasia dei bambini (il "Dolce Sonno") e la sterilizzazione degli adulti con corredo genetico non perfetto. Nonostante queste drastiche decisioni i membri di un gruppo politico estremista, seguaci di Abel Herschel, gli "herschelliani", ritengono si debba agire in modo ancora più risoluto, "liberando la Terra" da interi gruppi etnici.
Roy Walton è il vicedirettore di Poppy alle dipendenze del senatore FritzMaugham, quest'ultimo strenuo ideatore del Centro che ha ricevuto carta bianca dall'ONU. Walton non ha dubbi sui metodi scelti per fronteggiare la sovrappopolazione ma, quando supplicato dal famoso poeta Lyle Prior affinché si adoperi per salvare il figlio avviato al Dolce Sonno, acconsente infrangendo le regole e cancellando le tracce del suo intervento. Tuttavia l'arrivista e disonesto fratello di Roy, Fred Walton, scopre il misfatto e inizia a ricattarlo. La morte di FritzMaugham per mano di un estremista herschelliano assegna a Roy, suo sostituto ad interim, potere illimitato. Il nuovo direttore di Poppy scopre che il defunto senatore aveva avviato contemporaneamente svariati progetti tenuti nascosti a tutti: la terraformazione di Venere, la realizzazione di un'astronave più veloce della luce inviata a esplorare l'universo alla ricerca di pianeti abitabili e un trattamento per l'immortalità. Roy tenta di portare avanti i programmi del suo predecessore dovendo nel frattempo disinnescare il ricatto del fratello e sventare una congiura contro Poppy ordita da un'organizzazione segreta di ricchi proprietari terrieri. Questi sono infatti preoccupati per le sorti dei loro possedimenti, in procinto di essere occupati da migliaia di abitanti provenienti da zone troppo popolose e sono i veri mandanti dell'omicidio di FritzMaugham.
La terraformazione di Venere fallisce, lo scienziato inventore della formula per l'immortalità viene ucciso e la sua scoperta rubata. Solo la spedizione inviata alla ricerca di pianeti abitabili, capitanata dal colonnello Leslie McLeod, sembra avere successo. Tuttavia Roy scoprirà ben presto che l'unico pianeta abitabile dall'Uomo, Procione VIII, ribattezzato "Nuova Terra", è rivendicato dai vicini extraterrestri, abitanti di Procione IX gigante gassoso con atmosfera a base di ammoniaca, che non gradiscono vicini. L'opinione pubblica fomentata dagli herschelliani vuole occupare Nuova Terra anche a costo della guerra. L'ambasciatore "dirniano" inviato dagli alieni, Thogran Klayrn, accetta il patto proposto da Roy: l'autorizzazione alla colonizzazione terrestre di Nuova Terra in cambio della formula per l'immortalità. Tuttavia la formula è stata rubata da Fred che, dopo averla memorizzata, l'ha distrutta. Fred è stato giustiziato nel frattempo e l'accordo per la colonizzazione sembra destinato a fallire fino a quando Thogran Klayrn si rivela capace di recuperare la formula dalla mente del cadavere di Fred. La formula viene ceduta ai Dirniani che autorizzano i terrestri a trasferirsi su Procione VII dando nuova speranza al genere umano.

## Personaggi
Roy WaltonVicedirettore del Piano per il controllo della popolazione; alla morte del suo capo, FritzMaugham, ne assume il controllo.
Lyle PriorFamoso poeta che convince Roy a risparmiare il figlio dell'eutanasia.
FritzMaughamIl senatore, direttore del Piano per il controllo della popolazione, assassinato da un militante del gruppo politico herschelliano.
Fred WaltonL'arrivista e disonesto fratello di Roy; tenta di ricattarlo per assumere la direzione di Poppy.
Leslie McLeodIl colonnello e scienziato a capo del progetto per la realizzazione dell'X-72, un'astronave più veloce della luce inviata a esplorare l'universo alla ricerca di pianeti abitabili.
Lee PercyAddetto alle relazioni pubbliche e capo dell'ufficio stampa di Poppy.
SellorsIl corrotto capo della sicurezza di Poppy.
KeelerIl nuovo capo della sicurezza di Poppy, dopo la rimozione di Sellors.
Thogran KlayrnL'abitante del pianeta Dirna, inviato sulla Terra come ambasciatore incaricato di condurre le trattative per la colonizzazione terrestre di Procione VIII.
T. Elliot LamarreLo scienziato gerontologo scopritore della formula di una medicina per l'immortalità.
Gaetano Di CassioIl ricco imprenditore, a capo dell'organizzazione segreta eversiva che raccoglie gli ultimi proprietari terrieri al mondo.

## Edizioni
- (EN) Robert Silverberg e James White, Master of Life and Death / The Secret Visitors, in Ace Double n. D-237, 1ª ed., Ace Books, 1957.
- (EN) Robert Silverberg, Master of Life and Death, Avon Books, 1968.
- Robert Silverberg, Padrone della vita, padrone della morte, traduzione di Maurizio Cesari, Galassia n.128, Piacenza, Casa Editrice La Tribuna, 1970.
- (DE) Robert Silverberg, Macht über Leben und Tod, in Welten der Zukunft: Chroniken aus Raum und Zeit Band 6, Heyne Bücher, 1972.
- Robert Silverberg, Padrone della vita, padrone della morte, in Padrone della vita, padrone della morte Le donne della neve, traduzione di Maurizio Cesari, Bigalassia n.20, Piacenza, Casa Editrice La Tribuna, 1974.
- (FR) Robert Silverberg, Droit de vie et de mort, traduzione di Michel Lodigiani, Les Best-Sellers n.18, Parigi, Fleuve Noir, 1984.
- Robert Silverberg, Padrone della vita, padrone della morte, traduzione di Maurizio Cesari, Classici Urania n.178, Milano, Arnoldo Mondadori, 1992.